# ديار عمر
ديار عمر هو متحف تونسي خاص يقع بين مطماطة وقرية تمزرط.

## المجموعات
يقع المتحف في منزل تقليدي كهفي. يعرض المتحف مجموعات من الصناعات التقليدية المحلية التي تقدم طرق الحياة في منطقة جبال الظاهر.